# Richard Slansky
Richard C. Slansky (* 1940; † 16. Januar 1998) war ein US-amerikanischer theoretischer Physiker.
Slansky studierte an der Harvard University und der University of California, Berkeley. Als Post-Doc war er am Caltech und dann fünf Jahre an der Yale University, bevor er 1974 der neu gegründeten Theoriegruppe für Elementarteilchenphysik am Los Alamos National Laboratory unter Peter Carruthers beitrat. 1989 wurde er dort Leiter der Theorie-Abteilung. Außerdem war er Adjunct Professor der University of California, Irvine. Er starb an einem Gehirn-Aneurysma.
Slansky befasste sich mit GUTs. Bekannt und viel benutzt unter GUT-Theoretikern war sein Aufsatz „Group theory for unified model building“ (Physics Reports Bd. 79, 1981, S. 1–128). 1983 war er einer der Gründer des Santa Fe Institute.
Er war Fellow der American Physical Society und der American Association for the Advancement of Science.